# Епархия Больцано-Брессаноне
Епархия Больцано-Брессаноне (лат. Dioecesis Bauzanensis-Brixinensis, итал. Diocesi di Bolzano-Bressanone, нем. Diözese Bozen-Brixen, романш. Diozeja de Bulsan-Persenon) — епархия Римско-католической церкви в составе митрополии Тренто, входящей в церковную область Тривенето. В настоящее время епархией управляет епископ Иво Музер. Почетный епископ — Карло Гослер.
Клир епархии включает 543 священников (339 епархиальных и 204 монашествующих священников), 13 диаконов, 251 монахов, 627 монахинь.
Адрес епархии: C.P. 425, Piazza Duomo 2, 39100 Bolzano, Italia.

## Территория
В юрисдикцию епархии входят 280 приходов в 103 коммунах Южного Тироля: все в провинции Больцано: Вандойес, Понте-Гардена, Прато-алло-Стельвио, Лайвес, Аппьяно-сулла-Страда-дель-Вино, Ортизеи, Постал, Шена, Бреннеро, Энья, Маллес-Веноста, Гаргаццоне, Тироло, Кастельбелло-Чиардес, Кьюза, Рачинес, Расун-Антерсельва, Саломо, Маллес-Веноста, Рио-ди-Пустерия, Кампо-Турес, Сеналес, Сан-Мартино-ин-Бадия, Санта-Кристина-Вальгардена, Корнедо-алл'Изарко, Сан-Леонардо-ин-Пассирия, Монтанья, Сарентино, Тродена, Тубре, Перка, Бадия, Антериво, Курон-Веноста, Сеналес, Слудерно, Брунико, Фальцес, Валь-ди-Вицце, Кастельротто, Лачес, Сенале-Сан-Феличе, Магре-сулла-Страда-дель-Вино, Ультимо, Сельва-дей-Молини, Стельвио, Ла-Валле, Сан-Дженезио-Атезино, Барбиано, Сан-Лоренцо-ди-Себато, Парчинес, Валле-Аурина, Кортачча-сулла-Страда-дель-Вино, Лусон, Мерано, Теренто, Тирес, Варна, Фие-алло-Шилиар, Доббьяко, Гайс, Ренон, Лагундо, Терлано, Сан-Леонардо-ин-Пассирия, Валле-ди-Казиес, Сан-Кандидо, Монгуэльфо, Нац-Шиавес, Рифьяно, Кальдаро-сулла-Страда-дель-Вино, Кьенес, Лана, Марленго, Мельтина, Роденго, Сельва-ди-Валь-Гардена, Тезимо, Кампо-ди-Тренс, Кампо-Турес, Вальдаора, Вельтурно, Вадена, Фортецца, Провес, Нова-Поненте, Натурно, Глоренца, Сан-Панкрацио, Ора, Лайон, Виллабасса, Наллес, Плаус, Андриано, Предой, Мартелло, Корвара-ин-Бадия, Лауреньо, Брайес, Нова-Леванте, Кайнес, Фунес, Сесто, Термено-сулла-Страда-дель-Вино, Чермес, Бронцоло.
Все приходы образуют 28 деканатов. Это самая большая епархия в Италии, включающая, помимо коммун, ещё два города — Больцано и Брессаноне. Клир и прихожане епархии относятся к трём языковым группа Южного Тироля, поэтому пастырские организации и административные структуры епархии разделены на три языковые группы: немецкую, итальянскую и ретороманскую.
Кафедра епископа находится в городе Больцано в церкви Санта Мария Ассунта; в Брессаноне находится другой Собор Санта Мария Ассунта и Святого Кассиана.

## История
Кафедра Брессаноне является наследницей древней кафедры Сабионы, которая, согласно преданию, была основана Святым Кассианом. В начале III века христианство утвердилось в Сабионе, бывшей в то время одним из главных торговых городов в Древнеримской империи.
Первым епископом Сабионы, чье имя упоминается в письменных источниках около 580 года, был Индженуино, который был епископом-суффраганом Патриархата Аквилеи. Среди племен, поселившихся на территории епархии Сабионы во время Великого переселения народов, выделялись баварцы и лангобарды, сразу же принявшие христианство, только славяне в Валь-Пустерия продолжали исповедовать язычество до VIII века. В 798 году епархия вошла в состав митрополии Зальцбурга. Во второй половине X века, при епископе Рикберто (967) или епископе Альбуине I (967—1005) кафедра была перенесена в Брессаноне.
Епископ Хартвиг (1020—1039) присвоил Брессаноне статус города, и окружил его крепостной стеной. Территория епархии неоднократно расширялась указами императоров Конрада II в 1027 году и Генриха IV в 1091 году. В 1179 году император Фридрих I даровал епископам Брессаноне титул князей Священной Римской империи, в благодарность за их поддержку во время спора за инвеституру между империей и папством. Первым титул князя-епископа носил Альтвин (1049—1091), чьими стараниями на Синоде в 1080 году в Брессаноне, на который прибыли 300 епископов, сторонников императора. Этот Синод объявил Папу Григория VII низложенным и возвел епископа Равенны на кафедру Рима под именем антипапы Климента III.
Светская власть в епархии епископами была передана местным феодалам, например, в XI веке, графство Энгадина и Исарко были переданы в управление графам Тироля, а в 1165 году территории Иннталь и Валь Пустерийя были переданы также в управление герцогам Aндехс-Мераниен. Графы Тироля, продавшие большую часть своих владений герцогам Aндехс-Mераниен, постоянно пытались расширить свои полномочия. Епископу Бруно фон Кирхбергу (1249—1288) пришлось отстаивать свою власть над этой частью территории от претензий Мейнарда II, графа Гориция-Тироль. По этой причине, император Фридрих I Габсбург предоставил больше властных полномочий епископам Брессаноне. Конфликт между кардиналом Николаем Кузанским (1450—1464), поддержавшим избрание Папой Николая V, и Сигизмунд Австрийским имел печальные последствия: кардинал был заключен в тюрьму, и Папа наложил интердикт на епархию. Однако в этом споре победителем оказался Сигизмунд Австрийский.
Реформация была провозглашена в Брессаноне при епископе Кристофе фон Шрофенштайне (1509—1521) проповедниками из Германии, такими, как Штраус, Урбан Региус и другие. В 1525 году при епископе Георге Австрийском (1525—1539), вследствие Крестьянской войны многие монастыри и церкви были разрушены. Император Фердинанда I, правитель Тироля, подавил восстание и установил мир в Брессаноне.
Фердинанд I и его сына, эрцгерцог Фердинанд II, активно преследовали новые религиозные течения на территории своих владений, в частности, боролись с ересью анабаптистов. Образование юношества было поручено ими иезуитам, капуцинам, францисканцам и сервитам. Кафедру Брессаноне занимали выдающиеся личности, кардиналы Андрей Австрийский (1591—1600) и Кристоф фон Шпаур (1601—1613), который в 1607 году основал семинарию, а также расширил школу при соборе и проявил себя как благодетель бедных и неимущих.
В XVIII и XIX веках началось возрождение религиозной жизни в епархии. Были основаны многие монастыри, открыты новые миссии для ухода за неимущими, повышено качество религиозного воспитания народа. В 1677 году был основан университет в Инсбруке. Среди епископов этого времени, выделяются несколько. Каспар Игнац фон Кюнигл (1702—1747), основавший много приютов, совершивший много пастырских визитов, поддерживая строгую дисциплину и благочестие в священнослужителях вверенной ему епархии. Леопольд фон Шпаур (1747—1778), который восстановил семинарию, завершил и освятил храм, получив высокую оценку со стороны императрицы Марии Терезии. Йозеф Филипп фон Шпаур (1780—1791), ревностный сторонник образования.
В течение XVIII века епископы Брессаноне противостояли сильному давлению со стороны Австрийских императоров, пытавшихся узурпировать их властные полномочия. Суверенитет князь-епископства позволял епископам иметь также собственный монетный двор. При епископе Франце Карле фон Лодроне (1791—1828), в 1803 году князь-епископство было аннексировано Австрийской империей и объявлено светским княжеством, а кафедральный капитул был распущен. Короткое правление Баварии над территорией епархии было отмечено деспотизмом по отношению к церкви. После восстановления господства Австрийской империи в 1814 году положение церкви в епархии значительно улучшились. С того времени и до окончания Первой мировой войны, епархия утратила часть своих территорий.
В 1921 году после присоединения Южного Тироля к Италии, на части территории епархии, оставшейся в Австрии была основана апостольская администратура Инсбрук-Фельдкирх (в настоящее время епархия Инсбрук).
25 апреля 1921 года епархия Брессаноне была отделена от митрополии Зальцбурга и поставлена непосредственное подчинение от Святого Престола.
6 июля 1964 года буллой Quo aptius Папы Павла VI тирольская часть архиепархии Тренто была объединена с епархией Брессаноне. Новая епархия получила название Больцано-Брессаноне. Епископ Брессаноне Йозеф Гаргиттер переехал в Больцано вместе с курией, но собор и семинария остались в Брессаноне. Собор в Больцано носит титул сокафедрального. Часть епархии Брессаноне в провинции Беллуно вошла в епархию Беллуно. Вспомогательный епископ Тренто, монсеньор Генрих Форер был поставлен на кафедру Больцано-Брессаноне. Семинаристы и преподаватели из Тренто переехали в Брессаноне.
В 1965 году епископ Йозеф Гаргиттер основал епархиальный журнал «Il Segno» («Знак»).

## Ординарии епархии

### Кафедра Сабионы
- Святой Кассиан (365);
- Святой Лукан (V век);
- Матернин (576 — 578);
- Ингенуин[итал.] (578 — 608);
- Константин;
- Прокопий (645);
- Урс;
- Пигентий;
- Прейект;
- Матернин;
- Маркелл;
- Валериан;
- Ангелл;
- Аврелиан;
- Антоний I;
- Лаврентий;
- Мастул;
- Иоанн I:
- Алим (749 — 800);
- Генрих I (805 — 828);
- Арибо (828 — 842);
- Вильфунд (842 — 845);
- Ланфред (845 — 875);
- Церито;
- Захария (890 — 907);
- Мегинберт (907 — 926);
- Нитхард (926 — 938);
- Висунт (938 — 956);
- Рикберт (956 — 975).

### Кафедра Брессаноне
- Альбуино[итал.] (975 — 1006);
- Адальбероне (1006 — 1017);
- Херивард (1017 — 1022);
- Хартвиг фон Хайнфельс (1022 — 1039);
- Поппоне ди Брессаноне (1039 — 1048) — избран Папой под именем Дамасия II;
- Альтвин (1049 — 1097);
- Буркардо (1091 — 1099);
- Анто (1097 — 1100);
- Уго (1100 — 1125);
- Реджинберто (1125 — 1140);
- Хартманн (1140 — 1164);
- Оттоне VI ди Андехс (1165 — 1170);
- Хайнрих фон Фюген (1170 — 1174);
- Рихер фон Хохенбург (1174 — 1177);
- Хайнрих фон Берхтесгарден (1118 — 1195);
- Эберхард фон Регенсберг (1196 — 1200) — назначен архиепископом Зальцбурга;
- Конрад фон Роданк (1200 — 1216);
- Бертольд фон Найфен (1216 — 1224);
- Хайнрих фон Тауферс (1224 — 1239);
- Эгно фон Эппан (1240 — 08.11.1250) — назначен епископом Тренто;
- Бруно фон Кирхберг[итал.] (1250 - 1288);
- Хайнрих фон Тревейах (1290 — 1295);
- Ландольфо ди Милано (1295 — 1300);
- Конрад (1301 — 1301);
- Арнольд (1302 — 1302);
- Йоханн Сакс (1302 — 1306);
- Йоханн фон Шлакенверт (1306 — 1322) — назначен епископом Бамберга;
- Ульрих фон Шлюссельбург (1322 — 1322);
- Конрад фон Клингерберг (1322 — 1324) — назначен епископом Фрайзинга;
- Альберт фон Энн (1324 — 1336);
- Маттеус Андерграссен (1336 — 1363);
- Лампрехт фон Брунн (1363 — 1364);
- Йоханн Риби фон Ленцбург (1364 — 1374);
- Фридрих фон Эрдинген (02.04.1376 — 1396);
- Ульрико ди Вьенна (1396 — 1417);
- Себастьян Стемпфель (1417 — 1418);
- Бертольд фон Бюкельсбург (1418 — 1427);
- Ульрих Пуш (1427 — 1437);
- Георг фон Штубай (1437 — 1443);
- Йоханн Рёттель (1444 — 1450);
- Николо Кузано (1450 — 1464);
- Франческо Гонзага (1464 — 1466);
- Лео фон Шпаур (1469 — 1471);
- Георг Голсер (1471 — 1488);
- Мельхиор фон Мекау (1488 — 1509);
- Кристоф фон Шрофенштайн (1509 — 1521);
- Себастьян Шпренц (1521 — 1525);
- Георг Австрийский (09.04.1526 — 27.03.1538) — назначен епископом Валенсии;
- Бернардо Клезио (1539) — также занимал кафедру Тренто;
- Кристоф Фукс фон Фуксберг (1539 — 1542);
- Кристофоро Мадруццо (17.12.1542 — 05.07.1578) — также занимал кафедру Тренто;
- Йоханн Томас фон Шпаур (1578 — 1591);
- Андреа д'Аустрия (1591 — 1600) — также занимал кафедру Костанцы;
- Кристоф Андреас фон Шпаур (1601 — 1613);
- Карло д'Aустриa (1613 — 1624) — апостольский администратор, также занимал кафедру Вроцлава;
- Хиеронимус Отто Агрикола (1625 — 1627);
- Даниэль Цен (1627 — 1628);
- Вильхельм фон Вельсберг (1629 — 1641);
- Йоханн Плацгуммер (1641 — 1647);
- Антон Кросини фон Бонпорто (16.07.1647 — 14.05.1663);
- Зигмунд Альфонс фон Тун (21.05.1663 — 02.03.1677);
- Паулинус Майер (29.04.1677 — 29.09.1685);
- Йоханн Франц фон Кун цу Лихтенберг (15.11.1685 — 03.04.1702);
- Каспар Игнац фон Кюнигл цу Эренбург (08.06.1702 — 24.07.1747);
- Леопольд Мария Йозеф фон Шпаур (18.10.1747 — 31.12.1778);
- Игнац Франц Станислаус фон Шпаур (31.12.1778 — 02.03.1779);
- Йозеф Филипп Франц фон Шпаур (26.05.1779 — 26.05.1791);
- Карл Франц фон Лодрон (16.08.1791 — 10.08.1828);
  - Sede vacante (1828 — 1829);
- Бернхард Галура (07.04.1829 — 17.05.1856);
- Винценц Гассер[итал.] (08.10.1856 — 06.04.1879);
- Йоханнес фон Лайсс (16.09.1879 — 24.04.1884);
- Симон Айхнер[итал.] (15.06.1884 — 03.03.1904);
- Йозеф Альтенвайзель (06.05.1904 — 25.06.1912);
- Франц Эггер (27.09.1912 — 17.05.1918);
- Франц Шмид (1918 — 1921) — регент;
- Йоханнес Раффл (28.04.1921 — 15.07.1927);
- Йозеф Мушлехнер (13.10.1927 — 02.04.1930) — регент;
- Йоханнес Баптист Гайслер[итал.] (02.04.1930 — 05.04.1952);
- Йозеф Гаргиттер[итал.] (26.04.1952 — 01.09.1964) — назначен епископом Больцано-Брессаноне.

### Кафедра Больцано-Брессаноне
- Йозеф Гаргиттер[итал.] (01.09.1964 — 29.07.1986);
- Вильхельм Эмиль Эггер[итал.] (29.07.1986 — 16.08.2008) — капуцин;
- Карл Голсер[итал.] (05.12.2008 — 27.07.2011);
- Иво Музер[итал.] (c 27 июля 2011 года — по настоящее время).

## Статистика
На июль 2011 года из 500 030 человек, проживающих на территории епархии, католиками являлись 485 029 человек, что соответствует 97 % от общего числа населения епархии.
| год  | население | население | население | священники | священники        | священники         | священники                           | постоянные диаконы | монахи  | монахи  | приходы |
| год  | католики  | всего     | %         | всего      | белое духовенство | черное духовенство | число католиков на одного священника | постоянные диаконы | мужчины | женщины | приходы |
| ---- | --------- | --------- | --------- | ---------- | ----------------- | ------------------ | ------------------------------------ | ------------------ | ------- | ------- | ------- |
| 1950 | 100.039   | 199.905   | 50,0      | 342        | 233               | 109                | 292                                  |                    | 178     | 541     | 137     |
| 1959 | 105.592   | 105.728   | 99,9      | 390        | 250               | 140                | 270                                  |                    | 222     | 512     | 137     |
| 1970 | 404.081   | 407.693   | 99,1      | 937        | 590               | 347                | 431                                  |                    | 475     | 1.519   | 252     |
| 1980 | 428.000   | 431.078   | 99,3      | 795        | 491               | 304                | 538                                  |                    | 407     | 1.217   | 327     |
| 1990 | 434.000   | 438.000   | 99,1      | 680        | 426               | 254                | 638                                  | 1                  | 328     | 1.003   | 280     |
| 1999 | 446.300   | 459.069   | 97,2      | 599        | 372               | 227                | 745                                  | 5                  | 306     | 792     | 280     |
| 2000 | 448.512   | 459.687   | 97,6      | 586        | 365               | 221                | 765                                  | 5                  | 289     | 775     | 280     |
| 2001 | 457.898   | 464.601   | 98,6      | 578        | 361               | 217                | 792                                  | 7                  | 299     | 749     | 280     |
| 2002 | 459.833   | 466.600   | 98,5      | 565        | 349               | 216                | 813                                  | 11                 | 289     | 721     | 280     |
| 2003 | 458.675   | 466.482   | 98,3      | 624        | 348               | 276                | 735                                  | 11                 | 336     | 680     | 280     |
| 2004 | 461.184   | 470.055   | 98,1      | 550        | 342               | 208                | 838                                  | 11                 | 267     | 668     | 280     |
| 2006 | 465.365   | 479.758   | 97,0      | 543        | 339               | 204                | 857                                  | 13                 | 251     | 627     | 280     |